# Ruth Blum
Pour les articles homonymes, voir Blum.
Œuvres principales
Blauer Himmel ― grüne Erde (1941)
Wie Reif auf dem Lande (1964)
Ruth Blum, née 2 septembre 1913 à Wilchingen et morte le 2 août 1975 à Schaffhouse, est un écrivain suisse d'expression allemande.
Elle est notamment l'auteur du roman Blauer Himmel ― grüne Erde et du récit autobiographique Wie Reif auf dem Lande.

## Biographie

### Origines et famille
Ruth Blum naît le 2 septembre 1913 à Wilchingen, dans le canton de Schaffhouse. Elle est originaire du même lieu et y passe toute son enfance. 
Son père, Eugen, est maître-tailleur ; sa mère, issue d'une famille aisée de viticulteurs, est née Hedwig Hablützel. Elle a un frère cadet.
Elle reste célibataire toute sa vie.

### Études, activités professionnelles et écriture
Elle suit l'école cantonale de Schaffhouse, puis s'inscrit à l'école normale de Schaffhouse, mais doit interrompre cette formation en 1933, après que sa mère a dû remettre le commerce qu'elle tenait depuis la mort prématurée de son mari, et exercer divers métiers à Zurich,, (servante, aide-cuisinière, secrétaire et femme de ménage). 
Elle publie en 1939 des reportages sur l'Exposition nationale. Son premier roman, Blauer Himmel ― grüne Erde (1941), qui raconte ses souvenirs d'enfance, a un remarquable succès. Elle ne parvient pas toutefois à vivre de sa plume. 
Elle achève l'école normale et enseigne à partir de 1950 à Schaffhouse. Mise à la retraite anticipée pour raisons de santé en 1961, elle écrit des récits de caractère autobiographique, tel Wie Reif auf dem Lande (1964), le journal de son cancer (elle est l'une des premières à en parler). Elle s'occupe également de ses neveux après la mort de son frère.
Ses œuvres (poèmes, récits, romans et un jeu radiophonique) lui valent divers prix littéraires. Ses personnages principaux, artistes, chercheurs, théologiens retirés du monde, fous et marginaux, sortent du cadre habituel de la société.

### Mort et sépulture
Elle meurt d'un cancer, déclaré en 1961, le 2 août 1975 à l'hôpital cantonal de Schaffhouse, à l'âge de 61 ans, peu après la publication de sa dernière nouvelle, Die Sichel.
Elle est inhumée dans la parcelle d'honneur du cimetière de Wilchingen. Sa tombe est ornée, conformément à ses dernières volontés, d'une croix celtique.

## Distinctions
- 1955 : prix Georg Fischer[10]
- 1971 : prix Georg Fischer pour Die grauen Steine[5],[11]

## Œuvres

### Romans
- (de) Blauer Himmel, grüne Erde, Frauenfeld, Leipzig, Huber & Co, 1941, 276 p.
- (de) Der gekrönte Sommer, Frauenfeld, Huber & Co, 1945, 243 p.[12]
- (de) Der Gottesstrauch, Frauenfeld, Huber & Co, 1953, 307 p.[13]
- (de) Und es erhub sich ein Streit, Zurich, Stuttgart, Flamberg, 1964, 431 p.[14]

- (de) Mein Feuergesicht, Zurich, Stuttgart, Flamberg, 1967, 306 p.

### Nouvelles
- (de) Sonnenwende, Frauenfeld, Leipzig, Hubert & Co, 1944, 102 p.
- (de) Das Abendmahl, Frauenfeld, Huber & Co, 1947, 180 p.
- (de) Das Adventspiel vom Geldsack, Zurich, Stuttgart, Zwingli Verlag, 1965, 48 p.
- (de) Die Sichel, Schaffhouse, Peter Meili, 1975, 146 p.[15]

### Récit autobiographiques
- (de) Wie Reif auf dem Lande, Schaffhouse, Peter Meili, 1964, 119 p. (ISBN 385805058X)[16]
- (de) Die grauen Steine : (Autobiographie der Jahre 1930-1950)., Schaffhouse, Peter Meili, 1971, 480 p.
- (de) Schulstubenjahre : (Erinnerungen), Schaffhouse, Peter Meili, 1976, 190 p. (ISBN 3858050512)[17]

### Récit de voyage
- (de) Und stets erpicht auf Altes : Irlandfahrten 1948-1973., Schaffhouse, Peter Meili, 1974, 244 p. (ISBN 3858050083)[18]

### Poésie
- (de) Die Narrenkappe  (ill. Pia Roshardt), Schaffhouse, Meier, 1963

### Pièce radiophonique
- (de) Das Adventspiel vom Geldsack, Zurich, Zwingli Verlag, 1965